# Долгорукова, Анна Сергеевна
Княжна Анна Сергеевна Долгорукова (28 марта 1719 — 13 марта 1778) — камер-фрейлина Екатерины II, первая начальница Смольного института.
Дочь действительного тайного советника князя Сергея Петровича Долгорукова (1696—1761) от его брака с княжной Ириной Петровной Голицыной (1700—1751). Сестра князя В. С. Долгорукого (1724—1803), русского посланника при Фридрихе Великом.

## Биография
Родилась и выросла в Голландии, где её отец состоял при русском посольстве. Получила прекрасное образование под руководством аббата Жюбе. Знала латинский, французский и немецкий языки. Вместе с матерью тайно приняла католичество (1727). Факт их вероотступничества стал известен императрице Елизавете Петровне (1744). Принуждены были публично отречься от католичества. Церемония проходила в церкви Летнего дворца.
Вновь привлекалась к следствию (1746). По решению Синода княжна Анна Сергеевна, её мать, отец и брат должны были отправиться на покаяние в Саввино-Сторожевский монастырь, но в дальнейшем наказание для княгини и княжны Долгоруковой ограничилось епитимией без пребывания в монастыре. После смерти матери († 1751), княжна Анна Сергеевна больше не обнаруживала расположения к католицизму.
Отличаясь умом и остроумием, смогла приобрести расположение Екатерины II. Указом (05 мая 1764) была назначена начальницей новоучреждённого воспитательного общества благородных девиц и при определении получила камер-фрейлинский портрет. Анна Сергеевна была начальницей, а правительницей при ней Софья де Лафон.
С первого же года своего начальствования обнаружила неспособность к выполнению возложенной на неё трудной и ответственной должности. По отзыву Г. И. Алымовой, княжна Долгорукова была «горда, кичилась богатством и знатностью своего рода, любила, чтобы перед нею все склонялись, была ханжой и суеверна». Екатерина II, поняв свою ошибку, стала осыпать милостями Долгорукову, чтобы склонить её отказаться от должности, чего и добилась. Долгорукова подала прошение об увольнении по слабости здоровья от должности (1768). Ей была назначена пенсия в размере 1 000 рублей. Поселилась в Москве, где и скончалась († 1778). Похоронена в Донском монастыре.